# 스노보드 빅 에어
스노보드 빅 에어는 1개의 큰 점프대를 도약하여 플립, 회전 등의 공중묘기를 선보이는 경기이다. 토너먼트, 잼 방식, 투 런 베스트(2번 연기 → 1개의 높은 기록으로 순위 결정), 쓰리 런 베스트 (3번 연기 → 2개의 높은 기록 합산으로 순위 결정) 등 다양한 경기방식이 있다. 일반적으로 예선은 투 런 베스트, 결승은 쓰리 런 베스트로 진행하며, 선수의 공중동작, 비거리, 착지 등이 채점기준, 5~6명의 심판이 100점 만점을 기준으로 점수를 결정, 가장 높은 점수와 가장 낮은 점수를 제외한 3~4명의 점수의 평균으로 점수를 결정한다.